# Taisuke Nakamura
Taisuke Nakamura (født 19. juli 1989) er en japansk fodboldspiller, som spiller for den japanske fodboldklub Omiya Ardija.